# Lista de bairros de Manaus
Esta é a lista de bairros de Manaus, município brasileiro e capital do estado do Amazonas. Desde 2010, a Prefeitura Municipal de Manaus reconhece 63 bairros oficiais, e os dados foram coletados pelo Instituto Brasileiro de Geografia e Estatística (IBGE). Entretanto, há dezenas de regiões do município que não são reconhecidas pela prefeitura, portanto, integram os bairros oficiais. Vale destacar que esta lista não encerra todas as divisões administrativas do município, uma vez que a zona rural não é dividida em bairros e, portanto, não é representada por esta lista.
A última divisão territorial ocorrida no município deu-se em 14 de janeiro de 2010, quando sete novos bairros foram criados — resultado da divisão dos três maiores bairros da cidade em extensão territorial — através da Lei Municipal n° 1.401/10. Foram criados os bairros Cidade de Deus, Distrito Industrial II, Gilberto Mestrinho, Lago Azul, Nova Cidade, Novo Aleixo e Tarumã-Açu.
Dentre todas as regiões administrativas da cidade, a zona Sul é a maior em número de bairros, com um total de 18 bairros, sendo também a mais densamente povoada. No entanto, os bairros mais populosos são encontrados nas zonas Norte e Leste, como a Cidade Nova e o Jorge Teixeira, que possuem, cada um, mais de 100 000 habitantes.
De acordo com dados de 2000 do PNUD Brasil, os bairros de Manaus com o Índice de Desenvolvimento Humano muito alto são Adrianópolis e  Nossa Senhora das Graças, que possuíam IDH de 0,943, qualidade de vida semelhante a da Noruega, por exemplo. Em contraste, também se encontram na cidade locais com IDH semelhante aos de países de terceiro mundo, como o bairro São José e a comunidade Grande Vitória, que possuíam IDH de 0,658, comparável ao da Bolívia. Em 2000, treze regiões da cidade foram classificadas em situação similar a de países como Vietnã.
A região administrativa de Manaus que apresenta a melhor qualidade de vida é a Centro-Sul, além de outras localidades como Ponta Negra e algumas partes do bairro Cidade Nova. A região de maior incidência de pobreza é encontrada nas comunidades de Nova Vitória, Grande Vitória e nos bairros Cidade de Deus e partes do Jorge Teixeira e Tarumã. O PNUD identificou, ainda, os bairros e regiões de maior incidência de analfabetismo na cidade. A região de menor taxa de analfabetismo de acordo com o PNUD é a Centro-Oeste, em especial os bairros de Planalto, Redenção e Da Paz, onde o analfabetismo até os 15 anos de idade atinge apenas 1,3% da população. A maior incidência de analfabetismo foi identificada nos bairros de Puraquequara e Colônia Antônio Aleixo, onde a média chega a 16,6%. Em geral, Manaus possui 6% de taxa de analfabetismo em uma população de até 15 anos de idade.

## Lista de Bairros
| Bairro                   | Zona administrativa | Área (ha) | População (estimativa 2017) | Densidade Demográfica (hab./km²) | Domicílios particulares |
| ------------------------ | ------------------- | --------- | --------------------------- | -------------------------------- | ----------------------- |
| Adrianópolis             | Centro-Sul          | 248,45    | 10 459                      | 3 560,88                         | 3 224                   |
| Aleixo                   | Centro-Sul          | 618,34    | 24 417                      | 3 340,40                         | 6 101                   |
| Alvorada                 | Centro-Oeste        | 553,18    | 76 392                      | 11 681,73                        | 18 193                  |
| Armando Mendes           | Leste               | 307,65    | 33 441                      | 9 194,86                         | 7 402                   |
| Betânia                  | Sul                 | 52,51     | 12 940                      | 20 845,55                        | 3 119                   |
| Cachoeirinha             | Sul                 | 197,71    | 20 035                      | 8 572,15                         | 5 363                   |
| Centro                   | Sul                 | 426,94    | 39 228                      | 7 772,29                         | 10 828                  |
| Chapada                  | Centro-Sul          | 241,27    | 13 219                      | 4 634,64                         | 4 324                   |
| Cidade de Deus           | Norte               | 676,76    | 82 919                      | 10 364,38                        | 19 385                  |
| Cidade Nova              | Norte               | 1 419,38  | 143 201                     | 8 534,36                         | 34 239                  |
| Colônia Antônio Aleixo   | Leste               | 923,82    | 19 626                      | 1 797,10                         | 4 125                   |
| Colônia Oliveira Machado | Sul                 | 140,01    | 10 055                      | 6 075,28                         | 2 140                   |
| Colônia Santo Antônio    | Norte               | 342,08    | 20 851                      | 5 156,10                         | 5 112                   |
| Colônia Terra Nova       | Norte               | 943,98    | 53 287                      | 4 775,10                         | 12 778                  |
| Compensa                 | Oeste               | 508,27    | 89 645                      | 14 919,63                        | 19 956                  |
| Coroado                  | Leste               | 1 031,62  | 60 709                      | 4 978,00                         | 14 571                  |
| Crespo                   | Sul                 | 110,11    | 18 266                      | 14 032,33                        | 4 312                   |
| Da Paz                   | Centro-Oeste        | 240,97    | 17 961                      | 6 304,93                         | 4 452                   |
| Distrito Industrial I    | Sul                 | 1 168,59  | 3 201                       | 231,73                           | 812                     |
| Distrito Industrial II   | Leste               | 5 137,69  | 4 609                       | 75,89                            | 1 263                   |
| Dom Pedro                | Centro-Oeste        | 275,78    | 20 179                      | 6 189,72                         | 4 936                   |
| Educandos                | Sul                 | 82,83     | 18 745                      | 19 144,03                        | 4 266                   |
| Flores                   | Centro-Sul          | 1 311,57  | 56 859                      | 3 667,21                         | 15 639                  |
| Gilberto Mestrinho       | Leste               | 707,15    | 65 429                      | 7 826,77                         | 15 188                  |
| Glória                   | Oeste               | 49,47     | 10 617                      | 18 154,44                        | 2 422                   |
| Japiim                   | Sul                 | 547,63    | 63 092                      | 9 745,63                         | 16 322                  |
| Jorge Teixeira           | Leste               | 1 557,15  | 133 441                     | 7 249,08                         | 30 331                  |
| Lago Azul                | Norte               | 2 961,87  | 9 022                       | 257,68                           | 2 341                   |
| Lírio do Vale            | Oeste               | 214,01    | 25 457                      | 10 062,15                        | 6 162                   |
| Mauazinho                | Leste               | 748,83    | 27 852                      | 3 146,24                         | 6 066                   |
| Monte das Oliveiras      | Norte               | 401,92    | 47 478                      | 9 992,54                         | 11 398                  |
| Morro da Liberdade       | Sul                 | 71,37     | 14 078                      | 16 686,28                        | 3 402                   |
| Nossa Senhora Aparecida  | Sul                 | 66,85     | 8 270                       | 10 465,22                        | 2 222                   |
| Nossa Senhora das Graças | Centro-Sul          | 211,72    | 17 869                      | 7 139,62                         | 5 069                   |
| Nova Cidade              | Norte               | 1 044,48  | 70 428                      | 5 703,89                         | 18 005                  |
| Nova Esperança           | Oeste               | 147,78    | 20 919                      | 11 974,56                        | 5 073                   |
| Novo Aleixo              | Norte               | 1 276,78  | 114 209                     | 7 566,77                         | 26 457                  |
| Novo Israel              | Norte               | 140,14    | 19 887                      | 12 004,42                        | 4 505                   |
| Parque 10 de Novembro    | Centro-Sul          | 821,12    | 48 771                      | 5 024,36                         | 13 433                  |
| Petrópolis               | Sul                 | 324,10    | 48 717                      | 12 715,21                        | 11 561                  |
| Planalto                 | Centro-Oeste        | 429,22    | 19 249                      | 3 793,63                         | 4 818                   |
| Ponta Negra              | Oeste               | 2 413,04  | 5 919                       | 207,50                           | 2 304                   |
| Praça 14 de Janeiro      | Sul                 | 100,34    | 12 117                      | 10 215,27                        | 3 004                   |
| Presidente Vargas        | Sul                 | 56,70     | 9 391                       | 14 010,58                        | 2 213                   |
| Puraquequara             | Leste               | 4 055,69  | 6 923                       | 144,39                           | 1 758                   |
| Raiz                     | Sul                 | 85,92     | 16 694                      | 16 436,22                        | 4 061                   |
| Redenção                 | Centro-Oeste        | 300,16    | 41 572                      | 11 715,75                        | 9 457                   |
| Santa Etelvina           | Norte               | 669,45    | 31 043                      | 3 922,62                         | 7 166                   |
| Santa Luzia              | Sul                 | 27,39     | 7 688                       | 23 742,24                        | 1 897                   |
| Santo Agostinho          | Oeste               | 149,07    | 19 616                      | 11 131,01                        | 4 663                   |
| Santo Antônio            | Oeste               | 113,15    | 23 356                      | 17 460,89                        | 5 617                   |
| São Francisco            | Sul                 | 162,28    | 19 889                      | 10 367,27                        | 4 474                   |
| São Geraldo              | Centro-Sul          | 104,50    | 8 983                       | 7 271,77                         | 2 497                   |
| São Jorge                | Oeste               | 320,95    | 25 585                      | 6 743,42                         | 6 461                   |
| São José Operário        | Leste               | 543,10    | 78 222                      | 12 183,58                        | 17 833                  |
| São Lázaro               | Sul                 | 81,73     | 14 108                      | 14 601,74                        | 3 502                   |
| São Raimundo             | Oeste               | 112,45    | 18 199                      | 13 690,53                        | 4 356                   |
| Tancredo Neves           | Leste               | 304,64    | 57 728                      | 16 029,74                        | 12 853                  |
| Tarumã                   | Oeste               | 3 928,07  | 33 168                      | 714,27                           | 8 912                   |
| Tarumã-Açu               | Oeste               | 4 807,05  | 14 249                      | 250,74                           | 3 914                   |
| Vila Buriti              | Sul                 | 1 004,96  | 2 160                       | 181,80                           | 616                     |
| Vila da Prata            | Oeste               | 66,13     | 13 052                      | 16 695,90                        | 2 933                   |
| Zumbi dos Palmares       | Leste               | 251,05    | 41 563                      | 14 004,78                        | 8 853                   |